# Nibea mitsukurii
Nibea mitsukurii és una espècie de peix de la família dels esciènids i de l'ordre dels perciformes.

## Morfologia
- Els mascles poden assolir 75 cm de longitud total.
- Nombre de vèrtebres: 23.[4][5]

## Hàbitat
És un peix marí, de clima temperat (32°N-23°N) i bentopelàgic.

## Distribució geogràfica
Es troba a l'oceà Pacífic nord-occidental: el Japó i el mar de la Xina Oriental.

## Ús comercial
Al Japó és criat comercialment.

## Observacions
És inofensiu per als humans.